# Aeroportul Gwangju
Aeroportul Gwangju (IATA: KWJ, ICAO: RKJJ) este un aeroport din Gwangsan District⁠(d), Gwangju, Coreea de Sud ce deservește zona Gwangju. Aeroportul a fost tranzitat în 2022 de 2.068.625 de pasageri.
Situat la o altitudine de 12 m, aeroportul dispune de o singură pistă. Este operat de Korea Airports Corporation⁠(d).